# Príslop
Príslop est un village de Slovaquie situé dans la région de Prešov.

## Histoire
Première mention écrite du village en 1568.

## Démographie

### Évolution de la population
| Année:               | 1994. | 2004.    | 2014.   | 2024. |
| -------------------- | ----- | -------- | ------- | ----- |
| Nombre de personnes: | 95    | 66       | 60      | 39    |
| Différence:          |       | -30,52 % | -9,09 % | -35 % |

| Année:               | 2023. | 2024.   |
| -------------------- | ----- | ------- |
| Nombre de personnes: | 37    | 39      |
| Différence:          |       | +5,40 % |